# Petrolisthes violaceus
Petrolisthes violaceus is een tienpotigensoort uit de familie van de Porcellanidae. De wetenschappelijke naam van de soort is voor het eerst geldig gepubliceerd in 1831 door Guérin.